# Hirondelle des Mascareignes
Phedina borbonica
Genre
Espèce
Statut de conservation UICN

 LC  : Préoccupation mineure
L'Hirondelle des Mascareignes (Phedina borbonica) est une espèce de passereaux appartenant à la famille des Hirundinidae. Elle vit à Madagascar et dans l'archipel des Mascareignes. La sous-espèce nominale se rencontre à l'île Maurice et La Réunion et n'a jamais été retrouvée ailleurs que dans l'archipel des Mascareignes, tandis que la sous-espèce de Madagascar, P. b. madagascariensis, plus petite, est un oiseau migrateur qui a été vu pendant l'hiver dans l'Est de l'Afrique ou dans d'autres îles de l'océan Indien.
L'Hirondelle des Mascareignes est une petite hirondelle qui a les parties inférieures gris-brun devenant blanc sur la gorge et le bas-ventre, marquées de vagues tries noires. Les parties supérieures sont gris-brun foncé et la queue est légèrement fourchue. Elle niche en petites colonies partout où elle peut trouver des sites convenablement protégés pour construire son nid, comme sur des corniches, des bâtiments, des tunnels, des grottes ou parmi les rochers. Le nid est une coupe peu profonde faite de brindilles et d'autres matières végétales, et la femelle pond généralement de deux ou trois œufs blancs tachetés de brun. Les temps d'incubation et d'envol sont inconnus. L'Hirondelle des Mascareignes a un vol lourd avec des battements d'ailes lents entrecoupés de périodes durant lesquelles elle plane. Elle se perche souvent sur les fils. Elle se nourrit d'insectes en vol, chassant souvent près du sol ou de la végétation. En Afrique orientale, les habitats ouverts tels que les zones déboisées sont fréquemment utilisés pour la chasse. Un certain nombre de parasites internes et externes ont été détectés chez cette espèce.
Les cyclones tropicaux peuvent affecter les populations sur les petites îles, mais l'Hirondelle des Mascareignes est un oiseau commun avec une population apparemment stable et est donc classée comme une espèce de préoccupation mineure par l'Union internationale pour la conservation de la nature (UICN). Elle n'est pas protégée juridiquement sur le département français d'outre-mer de La Réunion, et sur l'île Maurice elle est considérée comme une « espèce de la faune pour laquelle des peines sévères sont prévues ».

## Description

### Anatomie et morphologie
Les Hirondelles des Mascareignes adultes de la sous-espèce nominale mesurent 15 cm de long avec des ailes d'en moyenne 117 mm et un poids de 23,9 g. Cette petite hirondelle a les parties supérieures gris-brun foncé avec de faibles stries. Les parties inférieures sont gris-brun, devenant blanches sur la gorge et le bas ventre, avec de nombreuses stries noires. La queue légèrement fourchue mesure en moyenne 54,6 mm de long et les plumes sous-caudales sont brunes avec des bords blancs. Les ailes sont brun-noirâtre et le bec et les pattes sont noirs. Les yeux sont brun foncé et le bec mesure 11,3 mm de long. Les lores sont noirâtres et les couvertures auriculaires sont brunes, marquées de stries sépia. Les sexes sont semblables, mais les oiseaux juvéniles ont des stries plus diffuses sur la poitrine et les plumes couvrant les ailes ont des extrémités blanches. La sous-espèce malgache est plus pâle globalement avec un bec plus large que la forme nominale. Elle a des stries plus denses sur la poitrine, mais seulement des lignes très fines sur le bas-ventre et sur le dessous de la queue blanc. Elle est nettement plus petite que la sous-espèce nominale, avec 12 à 14 cm de long pour un poids moyen de 20,6 g. Cette hirondelle mue en décembre et janvier sur l'île Maurice, et les animaux malgaches qui hivernent en Afrique muent en juin et juillet,.
L'Hirondelle des Mascareignes est un oiseau relativement calme, qui gazouille un siri-liri siri-liri quand il est en vol ou perché. Le chant des oiseaux perchés se termine par un glissando. D'autres types de chants sont utilisés pendant les accouplements ou lorsque l'oiseau fait face à une agression. Un « chip » est utilisé comme cri de contact, et les jeunes oiseaux gazouillent rapidement quand ils mendient de la nourriture. Les oiseaux qui hivernent en Afrique continentale sont généralement silencieux.

### Ressemblance avec d'autres espèces
Aucune autre espèce d'hirondelle striée ne vit dans les îles où se reproduisent les Hirondelles des Mascareignes, et en Afrique l'Hirondelle striée est nettement plus grande, a une queue profondément fourchue et un plumage très différent, avec les parties supérieures bleu foncé, une culotte rouge et une tête brune. L'Hirondelle paludicole a un plumage et une morphologie globale similaire à l'Hirondelle des Mascareignes, mais présente des parties inférieures non striées. La petite Salangane des Mascareignes a des ailes plus étroites que l'Hirondelle des Mascareignes et un vol beaucoup plus léger. L'Hirondelle de Brazza est plus petite, a un dos uni et des striures plus fines sur la gorge et la poitrine, mais les aires de répartition de ces deux espèces ne se chevauchent pas.

## Biologie et écologie

### Comportement

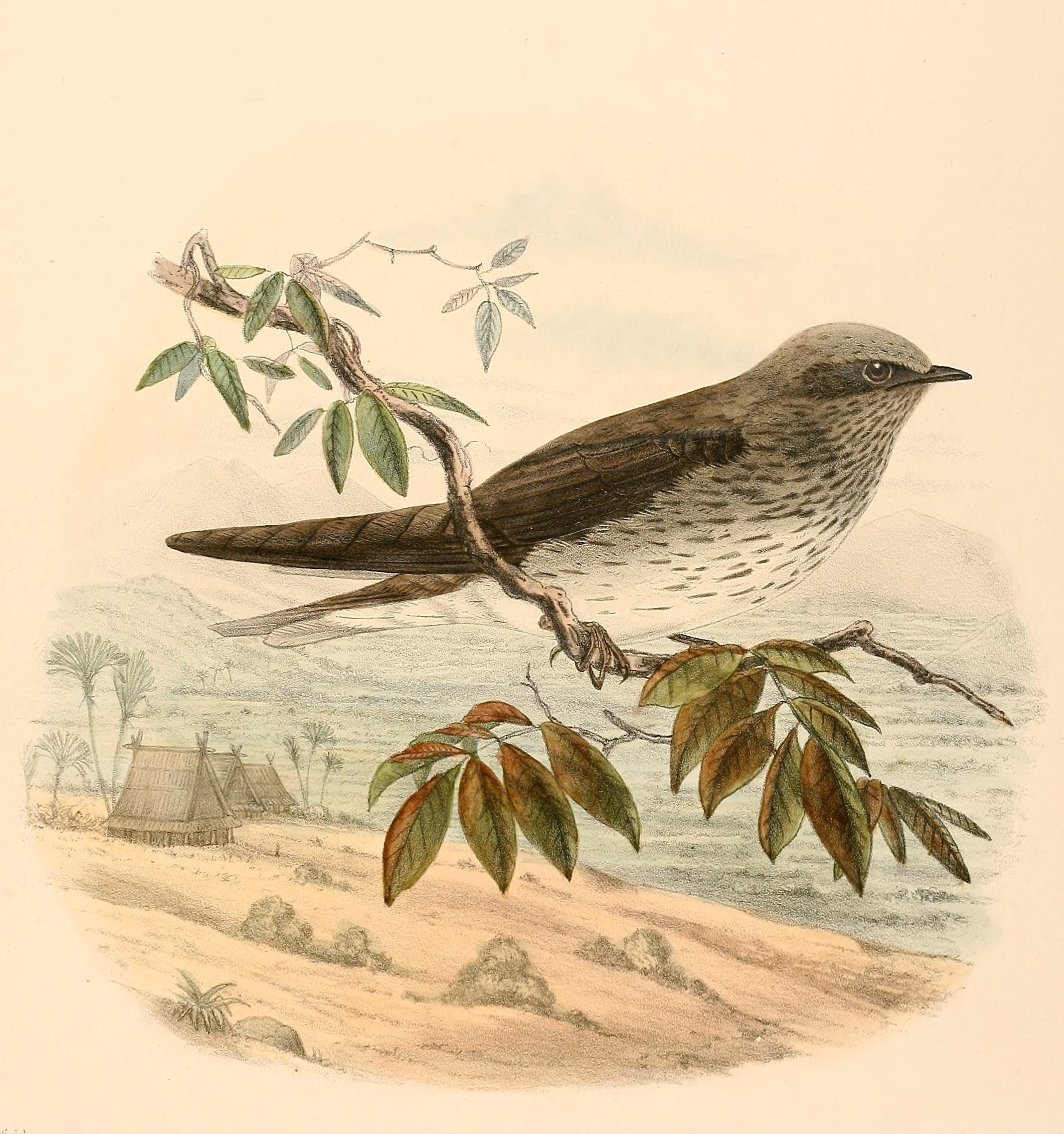
Sous-espèce malgache par Claude W. Wyatt, 1894

L'Hirondelle des Mascareignes a un vol lourd avec des battements d'ailes lents entrecoupés de périodes où elle plane. Les oiseaux peuvent retourner à plusieurs reprises sur un perchoir qui leur convient. On la voit souvent perchée sur des fils, et elle se repose parfois sur des plages de sable fin. Cette hirondelle se perche en petits groupes dans les buissons, sur les bâtiments ou sur les falaises. Parfois, d'autres oiseaux se joignent à elle, comme les Guêpiers de Perse aux Seychelles.

### Reproduction
L'Hirondelle des Mascareignes se reproduit durant la saison des pluies, d'août à novembre à Madagascar et de septembre à début janvier sur l'île Maurice et La Réunion. Elle se reproduit parmi des groupes comprenant typiquement quelques couples, mais une colonie d'environ 20 couples a été enregistrée sur l'île Maurice. Le nid est une coupe peu profonde de brindilles et de matériel végétal grossier comme de l'herbe et de la Casuarina avec un intérieur revêtu de plumes douces et de végétation plus fine. Il peut être construit n'importe où sur un site convenablement plat et inaccessible aux prédateurs, y compris à des emplacements 3 à 5 m au-dessus de l'eau ou dans des passages souterrains. Parmi les sites de nidification insolites observés on peut citer un petit bateau amarré à 20 m de la côte. La couvée comprend normalement deux œufs à Madagascar et sur l'île Maurice, et deux ou trois à la Réunion. Les œufs sont blancs avec des taches brunes et mesurent en moyenne 21,6 x 15 mm pour un poids de 2,5 g et sont couvés uniquement par la femelle. La durée d'incubation et le temps avant l'envol sont inconnus, mais comme la plupart des hirondelles, les poussins sont nidicoles, et ils éclosent nus et aveugles. Le mâle aide à nourrir les jeunes et les poussins sont nourris par les parents après le premier envol. Un couple sur l'île Maurice a été observé nourrissant ses deux poussins à des intervalles d'environ cinq minutes.

### Alimentation
Les hirondelles se nourrissent en vol, souvent à très faible altitude sur le sol ou la végétation. Elles chassent seules, en petits groupes ou avec d'autres hirondelles et martinets, et sont plus actives juste avant le crépuscule. Les insectes volants qui constituent la majeure partie de leur régime alimentaire comprend les scarabées, les Elateridae et autres coléoptères, des Hemiptera et des fourmis volantes. À Madagascar, l'Hirondelle des Mascareignes recherche sa nourriture dans les forêts, les terres agricoles, les zones humides, les zones semi-désertiques et les zones ouvertes jusqu'à une altitude de 2 200 m. À l'île Maurice et à la Réunion cette hirondelle se nourrit du niveau de la mer jusqu'à 1 500 m sur les réservoirs d'eau et les côtes, le long des falaises et sur les Casuarina ou d'autres arbres et buissons, et en Afrique de l'Est elle chasse dans les zones déboisées par l'exploitation forestière ou la conversion à l'agriculture,.

### Prédateurs et parasites
Les Hirondelles des Mascareignes ont été vues régulièrement se regrouper pour harceler et éloigner le Crécerelle de Maurice, ce qui signifie qu'il est perçu comme un prédateur potentiel. Les spécimens de l'île Maurice peuvent être infectés par un trypanosome endémique, Trypanosoma phedinae, mais le degré auquel il est pathogène est inconnu. Des protozoaires parasites du sang du genre Haemoproteus ont également été trouvés chez cette hirondelle sur l'île Maurice, mais aucun parasite sanguin n'a été trouvé chez les spécimens de Madagascar. Une nouvelle espèce de Hippoboscidae, Ornithomya cecropis, a été découverte sur une Hirondelle des Mascareignes à Madagascar, et un autre oiseau de l'île portait l'acarien des plumes Mesalges hirsutus, plus communément rencontré chez les perroquets,.

## Distribution et habitat
L'aire de reproduction de l'Hirondelle des Mascareignes est limitée à Madagascar et les Mascareignes. La sous-espèce nominale se reproduit sur l'île Maurice et sur l'île de La Réunion et P. b. madagascariensis se reproduit à Madagascar. Elle peut également nicher sur l'île de Pemba, où elle a été vue durant sa saison de reproduction. Elle niche partout où elle peut trouver des sites appropriés pour la construction d'un nid, comme sur des corniches, des bâtiments, des tunnels, des grottes ou parmi les rochers. Cette hirondelle se trouve dans la partie est de la Réunion, entre 200 et 500 m, et sur les côtes sud et ouest de l'île Maurice. On la rencontre également sur les falaises à l'intérieur des terres de l'île Maurice.
La sous-espèce P. b. borbonica vit toute l'année sur l'île Maurice et La Réunion, même s'il y a des mouvements locaux et saisonniers sur ces îles, mais la sous-espèce malgache est migratrice. Le plateau de l'Imerina est désert d'avril à septembre, les hirondelles se déplacent à des altitudes inférieures ou sur le continent africain. Elle est normalement rare et confinée à quelques endroits sur la côte du Mozambique,,, en Zambie, au Malawi et sur l'île de Pemba, et elle très rare au Kenya et en Tanzanie continentale,,, même si un grand nombre d'animaux hivernent ponctuellement au Mozambique ou au Malawi. Il a également été observé dans les Comores et d'autres endroits de l'océan Indien, y compris au moins quatre îles des Seychelles. À partir de 2012 un total de huit oiseaux avaient été aperçus aux Seychelles, se produisant au cours des deux périodes de migration du printemps et de l'automne. Certaines de ces observations peuvent être dues à des oiseaux errants transportés par les cyclones tropicaux.

## Taxonomie

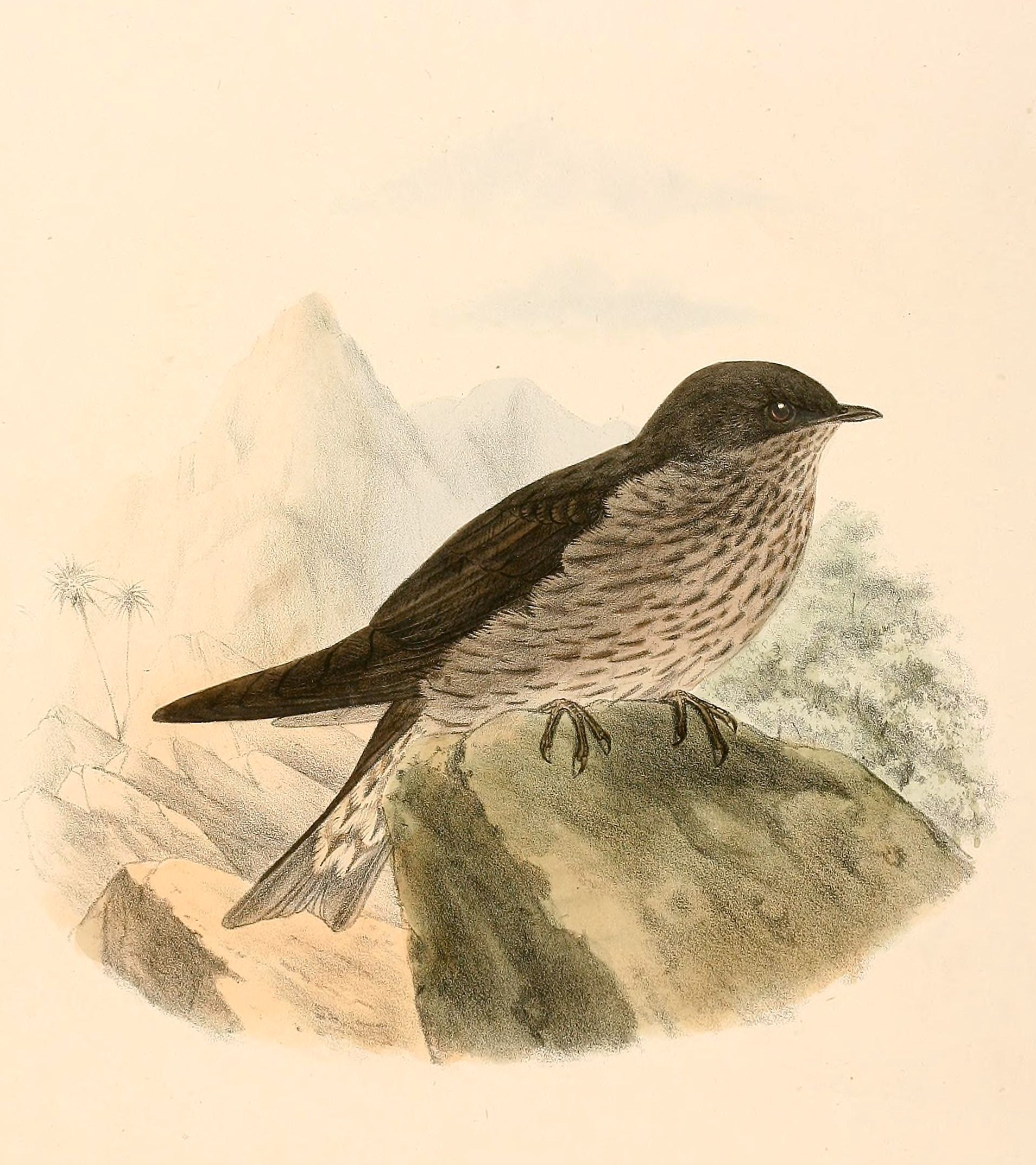
La sous-espèce des Mascareignes par Claude W. Wyatt, 1894.

L'Hirondelle des Mascareignes a été décrite officiellement pour la première fois en 1789 sous l'appellation Hirundo borbonica par le zoologiste allemand Johann Friedrich Gmelin dans la 13e édition du Systema Naturae de Linné. Il est probable que l'espèce ait déjà été décrite auparavant par le naturaliste français Philibert Commerson décédé à Maurice en 1773. Son énorme collection de spécimens et ses notes ont été renvoyés au Muséum national d'histoire naturelle en 1774, mais détruits par une fumigation de soufre en 1810. Le biologiste français Charles-Lucien Bonaparte déplace cette hirondelle vers le genre Phedina nouvellement créé en 1855. Le nom du genre dérive du grec phaios (φαιός) signifiant « brun » et de l'italien rondine signifiant « hirondelle », et le nom spécifique fait référence à l'île de Bourbon (ancien nom de La Réunion). Il existe deux sous-espèces, P. borbonica borbonica sur l'île Maurice et La Réunion et P. b. madagascariensis à Madagascar.
Les espèces du genre Phedina sont membres de la famille des Hirundinidae, et font partie de la sous-famille des Hirundininae, qui comprend toutes les hirondelles à l'exception des pseudolangrayens. Des études de séquences d'ADN suggèrent qu'il existe trois grands groupes au sein de la sous-famille des Hirundininae, qui se distinguent très fortement par le type de nid construit. Ces groupes sont les espèces fouisseuses comme l'Hirondelle de rivage, les oiseaux qui utilisent comme nids des cavités naturelles comme l'Hirondelle bicolore, et les espèces qui construisent un nid en boue, comme l'Hirondelle rustique. Les espèces du genre Phedina nichent dans des terriers et appartiennent donc au groupe des hirondelles fouisseuses,.
On pense que le genre Phedina a très vite divergé de la principale lignée d'hirondelle au cours de l'histoire, bien que le plumage rayé de ses deux espèces suggère une lointaine parenté avec des espèces africaines d'Hirundo, elles aussi striées,. Le seul autre membre du genre est l'Hirondelle de Brazza (P. brazzae), bien que par le passé il a parfois été suggéré de déplacer cette dernière dans son propre genre, Phenidopis, en raison des différences significatives au niveau du chant et du type de nid entre ces deux espèces,. Le parent le plus proche des hirondelles du genre Phedina est l'Hirondelle à collier, Riparia cincta, qui ne semble pas être étroitement liée aux autres membres de son genre actuel et ressemble à l'Hirondelle de Brazza au niveau de ses habitudes de nidification et de son chant,. L'actuelle pratique de l'Association of European Rarities Committees (AERC) consiste à placer l'Hirondelle à collier dans son propre genre sous le nom Neophedina cincta, plutôt que de fusionner ce genre avec Phedina, car l'Hirondelle à collier est nettement plus grande, a un bec et une forme des narines différents et la forme de son nid diffère de celui des espèces de Phedina. L'ornithologue allemand Gustav Hartlaub a séparé la population malgache d'Hirondelle des Mascareignes, en faisant une espèce à part entière, P. madagascariensis, mais des auteurs plus récents ont estimé qu'il s'agissait seulement d'une sous-espèce, P. b. madagascariensis,.

## Statut
L'aire de reproduction de l'Hirondelle des Mascareignes est limitée aux trois îles. Madagascar a une superficie de 592 800 kilomètres carrés, mais la seconde plus grande île, La Réunion, a une superficie de seulement 2 512 km2. Bien que cet oiseau a une distribution limitée, il est abondant sur l'île Maurice et de La Réunion et localement commun à Madagascar. La taille de la population est inconnue, mais dépasse le seuil de vulnérabilité de 10 000 individus matures et est considérée comme stable. Cette hirondelle est donc classée comme une espèce de préoccupation mineure par l'Union internationale pour la conservation de la nature.
Les cyclones tropicaux présentent une menace naturelle, en particulier sur les petites îles habitées par la sous-espèce nominale. Les populations de l'île Maurice et de La Réunion ont été durement touchées par un cyclone en février 1861, et un ornithologue britannique, Edward Newton, a affirmé ne pas avoir vu un seul spécimen sur l'île Maurice entre la tempête de six jours et le mois de juin de l'année suivante. Il a fallu de nombreuses années pour que cette population se rétablisse complètement, mais dans les années 1900 elle est signalée commune localement, et en 1973-74 on comptait 200 à 400 couples à La Réunion et 70 à 75 couples sur l'île Maurice. Les cyclones les plus récents, comme celui de 1980, semblent avoir eu des effets moins nocifs que la tempête 1861. Un certain nombre d'espèces de la région sont classées vulnérables en partie parce qu'elles sont limitées à une île, ou sont gravement affectées par la dégradation de l'habitat ou la présence de prédateurs introduits, et plusieurs espèces ont disparu des îles Mascareignes depuis la colonisation humaine au XVIIe siècle. L'Hirondelle des Mascareignes, comme la Salangane des Mascareignes, sont présentes sur toutes les îles principales et sont moins vulnérables aux effets des activités humaines, en particulier car elles peuvent utiliser les maisons comme sites de nidification.
À Maurice, l'Hirondelle des Mascareignes est légalement protégée comme une « espèce de la faune pour laquelle des peines sévères sont prévues ». Il est interdit de tuer un oiseau de cette espèce ou de prélever les œufs ou détruire leurs nids en vertu de l'article 16 du Wildlife and National Parks Act de 1993. Madagascar et les pays du continent africain n'ont pas de mesures spéciales au-delà de la législation générale de protection des oiseaux. La Réunion est un département d'outre-mer français, mais la directive oiseaux ne s'applique pas en dehors d'Europe, il n'y a donc pas au niveau européen de législation de protection efficace des oiseaux sur l'île, malgré la possibilité que l'agriculture et d'autres activités subventionnées par l'Union européenne peuvent affecter négativement les oiseaux et les habitats de l'île,.